# سیران آلاوردیان
سیران آلکساندری آلاوردیان (ارمنی: Սիրան Ալեքսանդրի Ալավերդյան؛ انگلیسی: Siran Alaverdyan؛ ۹ ژانویهٔ ۱۹۰۴ – ۴ ژانویهٔ ۱۹۸۴) یک بازیگر سینما و تئاتر اهل ارمنستان بود. وی بین سال‌های - تا - میلادی فعالیت می‌کرد.

## زندگی‌نامه
وی در ۲۲ ژانویهٔ [سبک قدیمی: ۹ ژانویهٔ] ۱۹۰۴ در باتومی به دنیا آمد و از فارغ‌التحصیل شد. وی با آوت آوتیسیان ازدواج نمود. از سال ۱۹۳۵ هنرپیشه فرهنگستان دولتی تئاتر سوندوکیان بود. وی همچنین برندهٔ جوایزی همچون هنرمند مردمی ارمنستان شوروی (۱۹۶۷) شده است. وی در ۴ ژانویهٔ ۱۹۸۴ در سن ۸۰ سالگی در ایروان درگذشت و در آرامستان مرکزی ایروان (توخماخ) به خاک سپرده شد.

## گزیده فیلمشناسی
از فیلم‌ها یا برنامه‌های تلویزیونی که وی در آن نقش داشته است می‌توان به پپو، خاتابالا (فیلم) اشاره کرد.